# Amphicotylus
Amphicotylus – wymarły rodzaj krokodylomorfa, zaliczanego do kladu Mesoeucrocodylia, a w jego obrębie do rodziny Goniopholididae. Jego szczątki znaleziono w amerykańskich stanach Kolorado i Oklahoma. Pochodziły z tytonu (jura późna).